# بریتو (بازیکن فوتبال، زاده ۱۹۱۴)
بریتو (پرتغالی: Britto؛ زادهٔ ۶ مهٔ ۱۹۱۴ - درگذشته نامشخص) بازیکن فوتبال اهل برزیل بود.
از باشگاه‌هایی که در آن بازی کرده‌است می‌توان به باشگاه فوتبال ایندپندینته، باشگاه فوتبال کورینتیانس، باشگاه فوتبال پنیارول، باشگاه ورزشی واسکو دوگاما، باشگاه فوتبال فلامینگو، و باشگاه ورزشی بانگو اشاره کرد.
وی همچنین در تیم ملی فوتبال برزیل بازی کرده‌است.